# Kevin Valentine
Kevin Valentine (Cleveland, 21 maggio 1956) è un batterista statunitense.

## Biografia
Il suo esordio musicale avvenne nel 1980, come membro attivo della band Donnie Iris and the Cruisers.
Nel 1991 formò gli Shadow King insieme al cantante Lou Gramm, il chitarrista Vivian Campbell e il bassista Bruce Turgon. Sempre nel 1991 prese il posto di Fred Coury nei Cinderella, mantenendolo fino al 1994.
Seppur mai come membro ufficiale, Valentine ha più volte collaborato con i Kiss e appare negli album Hot in the Shade (1989) e Revenge (1992). Nel 1998 riprenderà la sua collaborazione con i Kiss suonando quasi tutte le parti di batteria nell'album Psycho Circus, in sostituzione del batterista originale Peter Criss. Oltre ai Kiss, Valentine ha lavorato, sempre in veste di turnista, al fianco di altri artisti famosi come Paul Stanley e Bob Dylan.

## Discografia

### Con Donnie Iris and the Cruisers
- 1980 - Back on the Streets
- 1981 - King Cool
- 1982 - The High and the Mighty
- 1983 - Fortune 410
- 1985 - No Muss...No Fuss
- 1992 - Out of the Blue
- 1997 - Poletown
- 2006 - Ellwood City
- 2010 - Ah! Leluiah!

### Con gli Shadow King
- 1991 - Shadow King

### Con i Kiss
- 1989 - Hot in the Shade
- 1992 - Revenge
- 1998 - Psycho Circus